# Les Combinards des pompes funèbres
Pour plus de détails, voir Fiche technique et Distribution.
Les Combinards des pompes funèbres (とむらい師たち, Tomuraishi tachi) est un film japonais réalisé par Kenji Misumi et sorti en 1968.

## Synopsis
Le métier de Ganmen consiste en la réalisation de masques funéraires, il est le témoin privilégié de la concurrence féroce et sans scrupules que se livrent les entreprises de pompes funèbres, prêtes à tout pour imposer leurs services aux familles en deuil. Grâce aux fonds que lui avance un chef d'entreprise, sensible à son projet de remettre le défunt au centre des funérailles, Ganmen et ses trois acolytes ouvrent une entreprise de pompes funèbres aux idées novatrices.

## Fiche technique
- Titre : Les Combinards des pompes funèbres[1]
- Titre original : とむらい師たち (Tomuraishi tachi?)
- Réalisation : Kenji Misumi
- Scénario : Giichi Fujimoto (ja), d'après le roman Les Embaumeurs d'Akiyuki Nosaka
- Photographie : Kazuo Miyagawa
- Musique : Hajime Kaburagi (ja)
- Décors : Akira Naitō (ja)
- Montage : Toshio Taniguchi (ja)
- Société de production : Daiei
- Pays de production :  Japon
- Langue originale : japonais
- Format : couleur — 2,35:1 — 35 mm
- Genres : Comédie satirique
- Durée : 89 minutes[2] (métrage : neuf bobines - 2 433 m[2])
- Dates de sortie :
  - Japon : 6 avril 1968[2]

## Distribution
- Shintarō Katsu : « Ganmen »
- Yūnosuke Itō : « Sensei »
- Arihiro Fujimura (ja) : « Jakkan »
- Takuya Fujioka (ja) : « Shachō »
- Ichirō Zaitsu (ja) : Inagaki
- Keiko Nishioka (ja) : Toko
- Osamu Sakai : un étudiant
- Kenzō Tabu (ja)
- Tatsuo Endō (ja) : Yonekura
- Machiko Soga
- Saburō Date (ja)
- Shin'ya Saitō (ja) : « Ganmen » enfant

## Autour du film
Les Combinards des pompes funèbres est une comédie satirique à part dans la filmographie de Kenji Misumi. Les idées révolutionnaires avec lesquelles l'entrepreneur de pompes funèbres, interprété par Shintarō Katsu, s'attaque à la concurrence féroce de l'industrie funéraire deviendront – génie des scénaristes – la norme aujourd'hui. Osaka, alors en plein chantier pour l'exposition universelle de 1970, sert de décor au film.